# Lucien Monod
Lucien Hector Monod (* 1867 in Paris; † 1957) war ein französischer Maler, Zeichner und Graphiker der Belle Époque und des Symbolismus. Zu seinen bevorzugten Sujets zählten Landschaften und Porträts schöner Frauen, die er in Öl, Bleistift oder in Lithographie ausführte. Bekanntheit erlangte er durch seine, von Paul César Helleu inspirierten, Frauenbildnisse und symbolistischen Gemälde.

## Leben und Werk
Lucien Monod wurde in Paris als Nachfahre des ursprünglich aus der Schweiz stammenden Pastors Jean Monod geboren. Sein Vater war der Arzt Gustave Louis Monod (1840–1917), seine Mutter die Pfarrerstochter Louise Armand Delille. Er ist der Cousin des Impressionisten Wilfrid de Glehn. Nach der Ausbildung in den Jahren 1886 bis 1889 an der Académie Julian beim Symbolisten Pierre Puvis de Chavannes, mit dem er auch noch nach dem Studium befreundet blieb, widmete er sich professionell der Malerei und avancierte schnell zu einer Pariser Künstlerpersönlichkeit. Seit dem Jahre 1891 stellte er regelmäßig im Salon de la Société Nationale des Beaux–Arts und im Salon de Paris aus. 1899 beauftragte man ihn mit einer Lithographie für die bedeutende Art-Nouveau-Zeitschrift L’Estampe Moderne zu gestalten. Hierfür entwarf er La voix des sources, welches rückseitig von einem Gedicht von Henri de Régnier geziert wurde.
Monod verließ die französische Hauptstadt 1919 um nach Cannes zu ziehen. Von dort aus brachte er ab 1920 in einem Pariser Verlag das Lexikon Le prix des estampes anciennes et modernes: Prix-atteints dans les ventes. Suites et états. Biographies et Bibliographies in acht Bänden heraus. Später – ebenfalls in Cannes – lektorierte er die erste Félix-Vallotton-Monografie, dessen Studienkollege er war.
Monod war zweimal verheiratet. Seine erste Frau Suzanne Robineau starb 1983 bei der Geburt der Tochter Juliette. Aus der 1896 geschlossenen zweiten Ehe mit der Amerikanerin Charlotte Todd McGregor (1867–1954) hatte er drei Söhne: Robert (* 1898), den späteren Anwalt und Widerstandskämpfer Philippe Monod (1900–1992) und den Medizinnobelpreisträger Jacques Monod (1910–1976).

## Werke in Sammlungen
Arbeiten von Monod befinden sich in zahlreichen privaten und öffentlichen Sammlungen weltweit. Zu den wichtigsten Institutionen zählen unter anderem:
- Bibliothèque Municipale de Lyon
- Bibliothèque royale de Belgique in Brüssel
- British Museum in  London
- Fine Arts Museums of San Francisco
- Fitzwilliam-Museum in Cambridge
- Museo Provincial de Bellas Artes Pedro Martínez in Buenos Aires
- National Gallery of Australia in Canberra
- National Gallery of Canada in Ottawa